# Rhytidocaulon specksii
Rhytidocaulon specksii är en oleanderväxtart som beskrevs av T.A.Mccoy. Rhytidocaulon specksii ingår i släktet Rhytidocaulon och familjen oleanderväxter. Inga underarter finns listade i Catalogue of Life.